# 레이디와 트램프 (2019년 영화)
《레이디와 트램프》(영어: Lady and the Tramp)는 2019년 공개된 미국의 애니메이션 실사 영화이다. 애니메이터 찰리 빈이 감독을, 앤드루 부잘스키가 각본을 맡았다. 1955년 동명 애니메이션 영화를 리메이크한 작품이다.

## 출연진
| - 토머스 맨 - 짐 디어 - 키어지 클레먼스 - 달링 - 이벳 니콜 브라운 - 세라 이모 - 에이드리언 마티네즈 - 엘리엇 - F. 머리 에이브러햄 - 토니 - 아르투로 카스트로 - 조 - 켄 정 - 의사 - 케이트 닐런드 - 대릴 W - 파베시 치나 - 애완동물 가게 주인 - 로즈 - 레이디 - 몬테 - 트램프 | - 테사 톰슨 - 레이디 - 저스틴 서룩스 - 트램프 - 샘 엘리엇 - 트러스티 - 애슐리 젠슨 - 족 - 저넬 모네이 - 펙 - 베네딕트 웡 - 불 - 클랜시 브라운 - 아이작 - 네이트 원더 - 데번 - 로먼 지안아서 - 렉스 - 제임스 벤틀리 - 챈스 - 젠텔 호킨스 - 데임 - 아라 스톰 오키프 - 도지 - 에이먼 울프 오키프 - 올리 |  |